# تارزان ۲
تارزان ۲ (انگلیسی: Tarzan II) فیلمی در ژانر فانتزی و ماجراجویی به کارگردانی برایان اسمیت است که در سال ۲۰۰۵ منتشر شد.
این داستان در دوران کودکی تارزان و پیش از رسیدن او به بزرگسالی اتفاق می افتد و ماجراجویی تارزان را برای یافتن هویت واقعی خود روایت می کند. گلن کلوز و لنس هنریکسن بار دیگر نقش های کالا و کرچاک را از فیلم اول تکرار می کنند، در حالی که هریسون چاد، برندا گریت و هریسون فان به عنوان صداپیشه های جدید برای نسخه های جوان تر تارزان، ترک و تانتور ظاهر می شوند و جایگزین الکس دی لینز، رزی اُدانل و تیلور دمپسی شده اند.
آنها با شخصیت های جدیدی همراه می شوند که صداپیشگی آنها را جورج کارلین، استل هریس، برد گارت و ران پرلمن بر عهده دارند.
فیلم تارزان ۲ در تاریخ ۱۴ ژوئن ۲۰۰۵ بر روی نوارهای ویدئویی و دی وی دی منتشر شد. این اثر به عنوان پیش درآمدی بر فیلم اول تارزان ساخته شده و به کشمکش های هویتی تارزان در دوران کودکی می پردازد، پیش از آنکه به آن قهرمانی تبدیل شود که در فیلم اصلی شاهدش بودیم. تغییرات صداپیشگی برای نسخه های جوان تر شخصیت ها و حضور چهره های سرشناسی چون جورج کارلین از ویژگی های بارز این انیمیشن محسوب می شود.

## داستان
تارزان، کودک یتیمی که توسط خانواده‌ای از گوریل‌ها در جنگلی آفریقایی بزرگ شده، همیشه نگران موجود افسانهای به نام "زوگور" است که ممکن است روزی به سراغش بیاید. او از اینکه نمیتواند به سرعت گوریل‌های جوان دیگر بدود ناامید است و تلاشهایش برای اثبات خودش فقط باعث آشفتگی میشود. وقتی حادثه‌ای باعث میشود کالا، مادر گوریل تارزان، فکر کند او مرده است، تارزان تصمیم میگیرد فرار کند، چون باور دارد این بهترین کار برای همه است.
در تنهایی جنگل، تارزان توسط پلنگی بنام سابور به کوه تاریک فرار میکند، جایی که دو گوریل قلدر به نامهای کاگو و اوتو همراه با مادر کنترلگر و بیش از حد محافظشان، ماما گوندا زندگی میکنند. آنها هم مثل تارزان از زوگور میترسند. وقتی صدای غرش این هیولا در دره پیچید، این سه نفر فرار میکنند و تارزان موفق میشود از کوه تاریک بگریزد. او با گوریل پیر عجیبی روبرو میشود که در ابتدا از او دوری میکند، اما تارزان میفهمد این گوریل در واقع همان زوگور است و خودش را به شکل هیولا درآورده است. او با استفاده از درختان توخالی و غارهای کوه تاریک، صدایش را تقویت میکند تا دیگران را بترساند و از قلمرو و غذایش محافظت کند. تارزان از این راز برای باجگیری استفاده میکند و میگوید اگر اجازه ندهد با او زندگی کند، رازش را فاش میکند. با گذشت زمان و به خاطر شادابی و کمکهای تارزان، زوگور کم کم به او علاقه‌مند میشود. تارزان همچنان سعی میکند هویت واقعی خود را بشناسد و هر دو به هم قول میدهند این راز را فاش نکنند.
در همین حال، دو دوست صمیمی تارزان، ترک گوریل جوان و تانتور فیل جوان، به دنبال او میگردند. کالا هم متوجه زنده بودن تارزان میشود و به جستجوی او میپردازد، اما اجازه میدهد بچه گوریل‌ها هم همراه او بیایند. ترک و تانتور در کوه تاریک با ماما گوندا، اوتو و کاگو روبرو میشوند، اما موفق به فرار میشوند. آنها بالاخره تارزان را پیدا میکنند و دوباره با هم دوست میشوند. هنگام ترک کوه تاریک، ماما گوندا و پسرانش آنها را تعقیب میکنند. تارزان نمیخواهد با آنها به خانه برگردد و راز زوگور را فاش میکند که هیچ هیولایی وجود ندارد. ماما گوندا و پسرانش این حرف را میشنوند و متوجه میشوند زوگور بوده که خود را به شکل هیولا درآورده بود. در نتیجه، اوتو و کاگو خانه درختی زوگور را خراب میکنند. زوگور تارزان را به خاطر شکستن قولش سرزنش میکند و از کمک به او برای مقابله با برادران خودداری میکند. ترک و تانتور برای اطلاع دادن به کرچاک میدوند. کالا و بچه گوریل‌ها به کوه تاریک میرسند و با ماما گوندا و پسرانش درگیر میشوند. زوگور بالاخره متوجه میشود تارزان چه کسی است: یک "تارزان" با تواناییهای منحصر به فردی که هیچکس دیگر در جنگل نمیتواند انجام دهد. زوگور نزد تارزان برمیگردد و با او آشتی میکند.
تارزان با استفاده از ترفندها و تله‌ها موفق میشود اوتو و کاگو را شکست دهد، در حالی که ترک و تانتور سعی میکنند کالا و بچه گوریلها را از سقوط از صخره نجات دهند. تارزان در آخرین لحظه کالا را نجات میدهد. زوگور ماما گوندا را گروگان میگیرد، اما به خاطر ارتباطی که بینشان ایجاد شده و به دلیل اینکه زوگور تصادفاً به ماما گوندا میگوید "چشمان زیبایی داری"، هر دو عاشق هم میشوند. اوتو و کاگو که بازگشتهاند، از دیدن این صحنه شوکه میشوند. تارزان به کالا میگوید که حق با او بوده و او هم بخشی از خانواده گوریل‌هاست.
تارزان، کالا، ترک، تانتور و بچه گوریل‌ها به گروه گوریل‌ها برمیگردند، جایی که کالا تارزان را در آغوش میگیرد و به او میگوید چقدر به خاطر نجاتش از سقوط و دست اوتو و کاگو به او افتخار میکند. ماما گوندا پسرانش را به خاطر خراب کردن خانه درختی زوگور تنبیه میکند و به آنها میگوید دیگر نباید بجنگند یا چیزی را خراب کنند. تارزان، ترک و تانتور تصمیم میگیرند بازی هیولا را انجام دهند. تارزان حالا خوشحال و مغرور است، چون میداند چه کسی باید باشد. او روی درخت میایستد و فریاد معروف تارزان را سر میدهد.